# Onze-Lieve-Vrouw-Geboortekerk (Kluizen)
De Onze-Lieve-Vrouw-Geboortekerk is een kerk in Kluizen, een deelgemeente van Evergem in Oost-Vlaanderen.

## Geschiedenis
De parochiekerk bestond reeds voor 1179, in welk jaar een pastoor werd benoemd. Circa 1580 werd de kerk vernield door protestanten. In de eerste helft van de 17de eeuw vond gedeeltelijk herstel plaats. Eveneens hersteld in 1751 en in 1760 onder leiding van architect David't Kindt. De plattegrond vertoonde toen een tweebeukige transeptloze kerk met westportaal en een doopkapel aan de zuidkant. In 1770-1772 heropgebouwd als eenbeukige kerk van vier traveeën met vooruitspringende westelijke bouw en transept van twee traveeën. Nadien werd de kerk nog overwelfd, het koor vergroot en de gevel vernieuwd. Herinwijding vond op 8 september 1774 plaats. Een nieuwe vergroting werd gerealiseerd in 1844-45 door toevoeging van twee zijbeuken van vier traveeën en een nieuwe westtoren. De toren werd opgeblazen op 22 mei 1940, en herbouwd in 1953-1956. 

## Beschrijving
Het is een sober bakstenen gebouw met gebruik van blauwe hardsteen en zandsteen voor de plint. Er is een zichtbare bouwnaad tussen transept (18de eeuw) en zijbeuken (19de eeuw). Moderne westelijke bouw met vierkante toren van zes geledingen; rechthoekige deuren met kroonlijst, boven de hoofdingang bevindt zich een stenen Onze-Lieve-Vrouwebeeld (1957). Een hergebruikte hoeksteen in de plint van de voorgevel van de linkse zijbeuk herinnert aan de heropbouw van circa 1771. Tegen dezelfde gevel staat een oorlogsmonument met bronzen reliëf gesigneerd "Vits, sculpteur Melle, bronsgieterij Vindevogel, Gendbrugge". In de westgevel van de rechter zijbeuk staat een beeld van de Heilige Cornelius in een nis met eronder een arduinen reliëf van Vits. De zijgevels zijn verlicht door hooggeplaatste boogvensters. Eronder werden in 1887 nisjes met geschilderde terracottareliëfs aangebracht met de vijftien staties van de Heilige Rozenkrans.

## Interieur
De binnenmuren zijn bepleisterd en geschilderd (crêmekleurig en wit). De rondboogarcade op pijlers met rechthoekig basement en lijstkapiteel, versierd met heiligenbeelden, en in het transept op Toscaanse zuilen met ronde sokkel. Drie beuken en transept met kruisribgewelven met sluitstenen in de vorm van een granaatappel. Het gewelf van de middenbeuk is vermoedelijk nog van circa 1772.
Er zijn houten 19de-eeuwse portiekaltaren, het hoofdaltaar is geschonken in 1869. Een nieuw altaar is gemaakt in 1968 uit de deuren van de communiebank. Eikenhouten kansel, hangend aan zuil op de rechterhoek van het koor en transept. Twee eikenhouten biechtstoelen uit de 19de eeuw. Het marmeren doopvont is van 1865. Neogotische kruisweg met witgeschilderde bas-reliëfs, vernieuwd en hersteld in 1884. De grafstenen van pastoor J.R. Remeus (overleden in 1767) en van pastoor P. Hacke (overleden in 1856) zijn aangebracht in de calvariekapel, rechts ernaast in de kerkhofmuur is een grafsteen van pastoor F.J. Meys (overleden 1743).

##### Schilderijen
De afname van het kruis naar een schilderij van Antoon van Dyck uit 1623 is te zien boven het hoofdaltaar. Voorts de Hemelvaart van Maria uit de eerste helft van de 17de eeuw; de verheerlijking van de Heilige Cornelius, uit de 19de eeuw. Vier tondo's uit de 19de eeuw bevinden zich in het koor. 